# Божић на Међународној свемирској станици
Божић на Међународној свемирској станици покрива прославу Божића на Међународној свемирској станици. Божић сваке године прославља посада Међународне свемирске станице, њихове породице и особље на Земљи. Посада добија слободно време у складу са њиховом културом, религијом и етничком припадношћу. Руска православна црква слави Божић по јулијанском календару, док католичка црква и разне протестантске деноминације користе грегоријански календар, тако да посада може славити Божић више пута.
Експедиција 1 стигла је на МСС 2. новембра 2000., прославивши свој први Божић на станици касније те године.  Остале прославе укључивале су Експедицију 30, са доласком Доналда Петита, Олега Кононенка и Андре Куиперса.  Станица је у континуитету заузета од 2000., па је сваки Божић прослављала посада. Празник је довољно популаран да је једна од традиција која се развила јесте божићна вечера.
Дана 25. децембра 2011. посада Експедиције 30 је направила паузу на Божић да би снимила фотографију посаде. 
Дана 24. децембра 2013., астронаути су извршили ретку ванвозну активност за Бадње вече, уградивши нову пумпу амонијака за систем хлађења. Неисправан систем хлађења је отказао раније тог месеца, зауставивши многе научне експерименте станице. Астронаути су морали да се носе са "мини мећавом" штетног амонијака док су инсталирали нову пумпу. То је била тек друга шетња свемиром на Бадње вече у историји НАСА-е. 
Дана 25. децембра 2016. посада је прославила Божић плутајући у микрогравитацији и отварајући божићне поклоне недавно испоручене на јапанском теретном свемирском броду.  Један астронаут је носио шешир Деда Мраза у орбити.  Француски астронаут Томас Песке поделио је посебну француску храну са посадом станице.  Песке је такође направио специјални видео за Божић.